# Shuangmiaosaurus gilmorei
Shuangmiaosaurus är ett släkte av dinosaurier från yngre krita. Den var en iguanodont som levde i det som idag är Kina. Typarten, Shuangmiaosaurus gilmorei, beskrevs av You, Ji, Li och Li år 2003.
Släktet är uppkallat efter platsen där fossilen hittades. Uppskattningsvis var exemplaren 7,5 meter lång och 2,5 ton tung.